# Daniel Berntsen
Daniel Mikal Aas Berntsen (Tromsø, 4 aprile 1993) è un calciatore norvegese, centrocampista del Bodø/Glimt.

## Biografia
È il figlio di Dag Trygve Berntsen, in passato calciatore nella massima divisione norvegese.

## Caratteristiche tecniche
Kåre Ingebrigtsen, suo allenatore al Bodø/Glimt, lo ha descritto come un centrocampista offensivo mancino, dotato di un piede molto preciso e in grado di andare a segno con regolarità.

## Carriera

### Club
Berntsen ha cominciato la carriera con la maglia del Bodø/Glimt, debuttando nella 1. divisjon in data 19 settembre 2010, sostituendo Runar Berg nella sconfitta casalinga per 1-2 contro il Sandnes Ulf. Questo cambio ha portato alla decisione di Berg di ritirarsi dal calcio professionistico: egli ha ritenuto infatti che, continuando a giocare a calcio, avrebbe tolto spazio a giovani promettenti come Berntsen.
Il 5 giugno 2011 ha siglato la prima rete in squadra: ha contribuito con un gol al successo per 1-2 sul campo dello Strømmen. Complessivamente, nel campionato 2011 è risultato essere uno dei migliori elementi della sua squadra.
Nel calciomercato invernale 2012, Bertsen è stato  ingaggiato dal Rosenborg. Il giocatore ha scelto la maglia numero 18. Ha svolto la preparazione atletica con la squadra, giocando anche delle partite amichevoli, prima che la società decidesse di cederlo in prestito. Il 26 aprile 2012, così, è stato prestato per un mese al Fredrikstad: essendo un calciatore Under-19, Berntsen poteva infatti essere ceduto anche al di fuori della finestra di trasferimento.
Il 28 aprile ha esordito così nell'Eliteserien, quando è stato schierato titolare nella sconfitta interna del Fredrikstad contro il Sandnes Ulf, partita terminata 3-4. Il 13 maggio 2012 è stato in campo nella sfida pareggiata contro l'Haugesund per 0-0, in cui è risultato essere il migliore in campo. Successivamente, il prestito è stato prolungato fino al mese di giugno.
È tornato poi al Rosenborg, per cui ha avuto modo di debuttare ufficialmente il 20 giugno 2012: ha sostituito Ole Kristian Selnæs nella vittoria per 4-0 sul Kvik Halden, in una sfida valida per il terzo turno del Norgesmesterskapet. Il 12 luglio ha disputato il primo incontro dell'Europa League 2012-2013, quando è stato  schierato titolare primo turno di qualificazione contro i Crusaders: la formazione norvegese si è imposta per 1-0. Il 14 agosto 2012 è passato in prestito al Bodø/Glimt fino al termine della stagione.
Il 2 gennaio 2013 si è aggregato nuovamente al Rosenborg: Erik Hoftun, dirigente della società, ha garantito che il giocatore sarebbe rimasto in forza al club, lottando per un posto in squadra. Il 14 luglio 2013 ha realizzato la prima rete nella massima divisione norvegese, nel successo per 3-2 sull'Odd.
Il 10 agosto 2014, è tornato ancora al Bodø/Glimt, sempre con la formula del prestito.
Il 26 novembre 2014 è stata  annunciata la sua cessione a titolo definitivo agli svedesi del Djurgården, formazione a cui si è legato con un contratto triennale valido a partire dal 1º gennaio 2015.
Il 31 marzo 2017 è passato al Vålerenga a titolo definitivo, legandosi al nuovo club con un contratto triennale. Ha scelto la maglia numero 15. È tornato a calcare i campi da calcio norvegesi in data 3 aprile, quando è subentrato a Bård Finne nella vittoria per 1-0 sul Viking. Ha chiuso la stagione a quota 24 presenze tra campionato e coppa, senza alcuna rete all'attivo.
Il 15 marzo 2018, Bertsen si è trasferito ufficialmente al Tromsø, a cui si è legato con un contratto triennale.
A partire dal 2022 è passato allo Junkeren. Il 4 aprile 2024 è stato reso noto il suo ritorno al Bodø/Glimt.

### Nazionale
Il 22 gennaio 2013, Berntsen è stato incluso tra i convocati nella "nuova" Nazionale Under-21 norvegese – che a partire dal mese di settembre avrebbe affrontato la campagna di qualificazione all'Europeo di categoria del 2015 – in vista dell'amichevole contro la Turchia. Il 6 febbraio ha esordito così per questa selezione, sostituendo Fredrik Haugen nella sconfitta per 2-0 contro i pari età turchi. Il 2 settembre 2013 è stato  incluso nella lista dei convocati della Nazionale Under-21, che pochi giorni dopo avrebbe affrontato il Portogallo e la Macedonia del Nord, incontri validi per le qualificazioni al campionato europeo. Il 5 settembre è sceso così in campo nei minuti finali della sfida contro i lusitani, persa per 5-1: ha sostituito Yann-Erik de Lanlay.

## Statistiche

### Presenze e reti nei club
Statistiche aggiornate al 4 aprile 2024.
| Stagione          | Club              | Campionato        | Campionato | Campionato | Coppe nazionali | Coppe nazionali | Coppe nazionali | Coppe continentali | Coppe continentali | Coppe continentali | Supercoppe | Supercoppe | Supercoppe | Totale | Totale |
| Stagione          | Club              | Comp              | Pres       | Reti       | Comp            | Pres            | Reti            | Comp               | Pres               | Reti               | Comp       | Pres       | Reti       | Pres   | Reti   |
| ----------------- | ----------------- | ----------------- | ---------- | ---------- | --------------- | --------------- | --------------- | ------------------ | ------------------ | ------------------ | ---------- | ---------- | ---------- | ------ | ------ |
| 2010              | Bodø/Glimt        | 1D                | 6          | 0          | CN              | 2               | 0               | -                  | -                  | -                  | -          | -          | -          | 8      | 0      |
| 2011              | Bodø/Glimt        | 1D                | 27         | 4          | CN              | 1               | 0               | -                  | -                  | -                  | -          | -          | -          | 28     | 4      |
| gen.-apr. 2012    | Rosenborg         | ES                | 0          | 0          | CN              | 0               | 0               | UEL                | -                  | -                  | -          | -          | -          | 0      | 0      |
| apr.-giu. 2012    | Fredrikstad       | ES                | 6          | 0          | CN              | 2               | 0               | -                  | -                  | -                  | -          | -          | -          | 8      | 0      |
| giu.-ago. 2012    | Rosenborg         | ES                | 1          | 0          | CN              | 1               | 0               | UEL                | 1                  | 0                  | -          | -          | -          | 3      | 0      |
| ago.-dic. 2012    | Bodø/Glimt        | 1D                | 13+2       | 1+0        | CN              | 1               | 0               | -                  | -                  | -                  | -          | -          | -          | 16     | 1      |
| 2013              | Rosenborg         | ES                | 11         | 1          | CN              | 3               | 0               | UEL                | 4                  | 0                  | -          | -          | -          | 18     | 1      |
| gen.-ago. 2014    | Rosenborg         | ES                | 10         | 0          | CN              | 3               | 0               | UEL                | 4                  | 0                  | -          | -          | -          | 17     | 0      |
| Totale Rosenborg  | Totale Rosenborg  | Totale Rosenborg  | 22         | 1          |                 | 7               | 0               |                    | 9                  | 0                  |            | -          | -          | 38     | 1      |
| ago.-dic. 2014    | Bodø/Glimt        | ES                | 10         | 0          | CN              | -               | -               | -                  | -                  | -                  | -          | -          | -          | 10     | 0      |
| 2015              | Djurgården        | A                 | 28         | 6          | CS              | 7               | 1               | -                  | -                  | -                  | -          | -          | -          | 35     | 7      |
| 2016              | Djurgården        | A                 | 26         | 2          | CS              | 1               | 1               | -                  | -                  | -                  | -          | -          | -          | 27     | 3      |
| Totale Djurgården | Totale Djurgården | Totale Djurgården | 54         | 8          |                 | 8               | 2               |                    | -                  | -                  |            | -          | -          | 62     | 10     |
| 2017              | Vålerenga         | ES                | 18         | 0          | CN              | 6               | 0               | -                  | -                  | -                  | -          | -          | -          | 24     | 0      |
| 2018              | Tromsø            | ES                | 28         | 5          | CN              | 3               | 1               | -                  | -                  | -                  | -          | -          | -          | 31     | 6      |
| 2019              | Tromsø            | ES                | 21         | 0          | CN              | 1               | 0               | -                  | -                  | -                  | -          | -          | -          | 22     | 0      |
| 2020              | Tromsø            | 1D                | 17         | 2          | -               | -               | -               | -                  | -                  | -                  | -          | -          | -          | 17     | 2      |
| 2021              | Tromsø            | ES                | 23         | 0          | CN              | 1               | 0               | -                  | -                  | -                  | -          | -          | -          | 24     | 0      |
| Totale Tromsø     | Totale Tromsø     | Totale Tromsø     | 89         | 7          |                 | 5               | 1               |                    | -                  | -                  |            | -          | -          | 94     | 8      |
| 2022              | Junkeren          | 3D                | 8          | 2          | CN              | 2               | 0               | -                  | -                  | -                  | -          | -          | -          | 10     | 2      |
| 2023              | Junkeren          | 2D                | 14         | 0          | CN              | 1               | 0               | -                  | -                  | -                  | -          | -          | -          | 15     | 0      |
| Totale Junkeren   | Totale Junkeren   | Totale Junkeren   | 22         | 2          |                 | 3               | 0               |                    | -                  | -                  |            | -          | -          | 25     | 2      |
| apr.-dic. 2024    | Bodø/Glimt        | ES                | 0          | 0          | CN              | 0               | 0               | UCL                | 0                  | 0                  | -          | -          | -          | 0      | 0      |
| Totale Bodø/Glimt | Totale Bodø/Glimt | Totale Bodø/Glimt | 56+2       | 5+0        |                 | 4               | 0               |                    | -                  | -                  |            | -          | -          | 62     | 5      |
| Totale            | Totale            | Totale            | 267+2      | 23+0       |                 | 35              | 3               |                    | 9                  | 0                  |            | -          | -          | 313    | 26     |